# Grand Prix Formule 1 van Zwitserland 1954
De Grand Prix Formule 1 van Zwitserland 1954 werd gehouden op 22 augustus op het stratencircuit van Bremgarten in Bremgarten.  Het was de zevende race van het seizoen.

## Uitslag
| Pos. | Nr. | Coureur               | Constructeur | Rondes | Tijd / Oorzaak uitval | Grid | Punten |
| ---- | --- | --------------------- | ------------ | ------ | --------------------- | ---- | ------ |
| 1    | 4   | Juan Manuel Fangio    | Mercedes     | 66     | 3:00:34.5             | 2    | 9S     |
| 2    | 20  | José Froilán González | Ferrari      | 66     | +57.8                 | 1    | 6      |
| 3    | 6   | Hans Herrmann         | Mercedes     | 65     | +1 Ronde              | 7    | 4      |
| 4    | 30  | Roberto Mieres        | Maserati     | 64     | +2 Rondes             | 12   | 3      |
| 5    | 28  | Sergio Mantovani      | Maserati     | 64     | +2 Rondes             | 9    | 2      |
| 6    | 18  | Ken Wharton           | Maserati     | 64     | +2 Rondes             | 8    |        |
| 7    | 24  | Umberto Maglioli      | Ferrari      | 61     | +5 Rondes             | 11   |        |
| 8    | 2   | Jacques Swaters       | Ferrari      | 58     | +8 Rondes             | 16   |        |
| NF   | 8   | Karl Kling            | Mercedes     | 38     | Benzinesysteem        | 5    |        |
| NF   | 26  | Maurice Trintignant   | Ferrari      | 33     | Motor                 | 4    |        |
| NF   | 22  | Mike Hawthorn         | Ferrari      | 30     | Olielek               | 6    |        |
| NF   | 34  | Harry Schell          | Maserati     | 23     | Oliepomp              | 13   |        |
| NF   | 32  | Stirling Moss         | Maserati     | 21     | Oliepomp              | 3    |        |
| NF   | 14  | Fred Wacker           | Gordini      | 10     | Transmissie           | 15   |        |
| NF   | 10  | Jean Behra            | Gordini      | 8      | Koppeling             | 14   |        |
| NF   | 12  | Clemar Bucci          | Gordini      | 0      | Benzinepomp           | 10   |        |
| NS   | 24  | Robert Manzon         | Ferrari      |        | Ongeluk               |      |        |

## Statistieken
| Pole-position | José Froilán González | Ferrari  | 2:39.5 |
| Snelste ronde | Juan Manuel Fangio    | Mercedes | 2:39.7 |

## Noot
- Dit was de eerste podiumplaats voor Hans Herrmann.
- Dit was de 25ste Grand Prix voor een Amerikaanse coureur.
- Dit was de vijftiende keer dat Juan Manuel Fangio een Grand Prix-weekend als kampioenschapsleider eindigde, en daarmee vestigde hij een nieuw record. Hij verbrak het oude record van Alberto Ascari die vanaf de Grote Prijs van Frankrijk van 1952 tot aan de Grote Prijs van Italië van 1953 veertien opeenvolgende weken bovenaan had gestaan.
- Juan Manuel Fangio vestigde een record door de Zwitserse Grand Prix twee keer te winnen.

1934 · 1935 · 1936 · 1937 · 1938 · 1939 · 1947 · 1948 · 1949 · 1950 · 1951 · 1952 · 1953 · 1954 · 1975 · 1982